# Bebådelsen

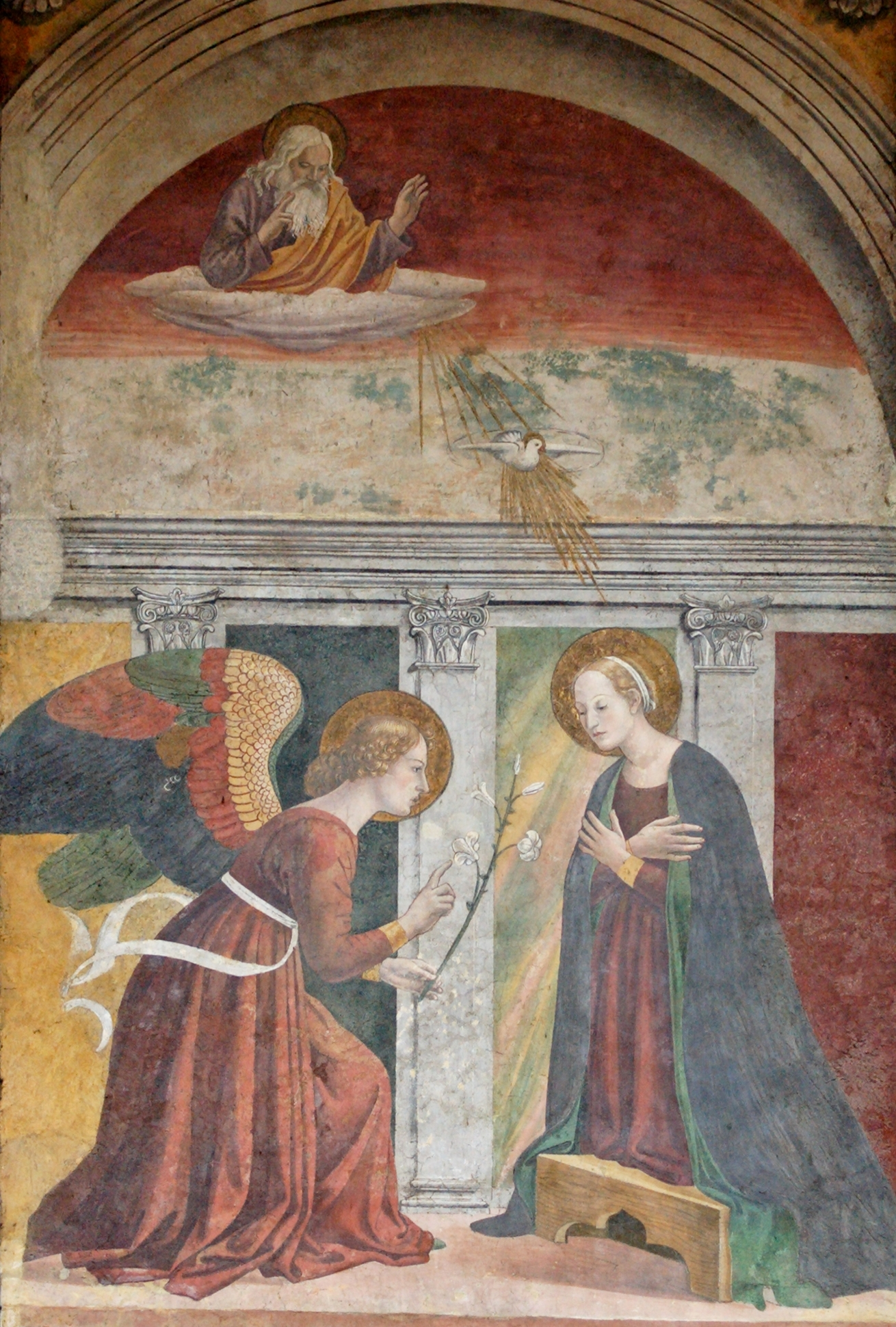
Bebådelsen, i Pantheon, utförd av Melozzo da Forlì

För enskilda tavlor, se alfabetisk lista nedan.
Bebådelsen är inom kristendomen det ögonblick i vilket ärkeängeln Gabriel överlämnar budskapet till Maria att hon skall föda Guds son, Jesus Kristus. Framställningar av bebådelsen är under medeltiden och renässansen ett av de mest utbredda motiven i den västerländska konsten.
Jungfru Marie bebådelsedag firas den 25 mars i samtliga kristna länder och de flesta samfund.

## Bebådelsen iBibeln
Bebådelsen beskrivs i Lukasevangeliet 1:26–38.
Budskapet till Maria om Jesu födelse
26I den sjätte månaden blev ängeln Gabriel sänd från Gud till en ung flicka i staden Nasaret i Galileen. 27Hon hade trolovats med en man av Davids släkt som hette Josef, och hennes namn var Maria. 28Ängeln kom in till henne och sade: "Var hälsad, du högt benådade! Herren är med dig." 29Hon blev förskräckt över hans ord och undrade vad denna hälsning skulle betyda. 30Då sade ängeln till henne: "Var inte rädd, Maria, du har funnit nåd hos Gud. 31Du skall bli havande och föda en son, och du skall ge honom namnet Jesus. 32Han skall bli stor och kallas den Högstes son. Herren Gud skall ge honom hans fader Davids tron, 33och han skall härska över Jakobs hus för evigt, och hans välde skall aldrig ta slut." 34Maria sade till ängeln: "Hur skall detta ske? Jag har ju aldrig haft någon man." 35Men ängeln svarade henne: "Helig ande skall komma över dig, och den Högstes kraft skall vila över dig. Därför skall barnet kallas heligt och Guds son. 36Elisabet, din släkting, väntar också en son, nu på sin ålderdom. Hon som sades vara ofruktsam är nu i sjätte månaden. 37Ty ingenting är omöjligt för Gud." 38Maria sade: "Jag är Herrens tjänarinna. Må det ske med mig som du har sagt." Och ängeln lämnade henne.

## Bebådelsen iKoranen
Bebådelsen beskrivs i tredje surans (Imrans släkt) verser 45-51 och nittonde surans (Maria) verser 16-26. Koranen säger att Gud varken blivit till genom att födas, eller själv förökat sig, eller att Gud skulle blivit människa i Jesus. Jesus är i Islam en profet (nabi) och en av Guds fyra sändebud (rasul) till mänskligheten jämte Adam, Moses och Muhammed samt den enda människan som är fri från synd.

## Bebådelsen i konsten
Se även Kategori:Bebådelsen i konsten.
Bebådelsen är ett av de mest förekommande motiven i konsthistorien och var särskilt vanligt under medeltiden och renässansen.

### Alfabetisk lista efter konstnärens namn
- Bebådelsen (Botticelli) – målning av Sandro Botticelli från cirka 1490–1495.
- Bebådelsen (van Eyck) – målning av Jan van Eyck från cirka 1434–1436.
- Bebådelsen (Leonardo) – målning av Leonardo da Vinci från cirka 1472.
- Bebådelsen (Rossetti) eller Ecce Ancilla Domini – målning av Dante Gabriel Rossetti från 1850.

### Kronologiskt bildgalleri

Jan van Eyck, Bebådelsen (cirka 1434–1436), National Gallery of Art.
Leonardo da Vinci, Bebådelsen (cirka 1472), Uffizierna.
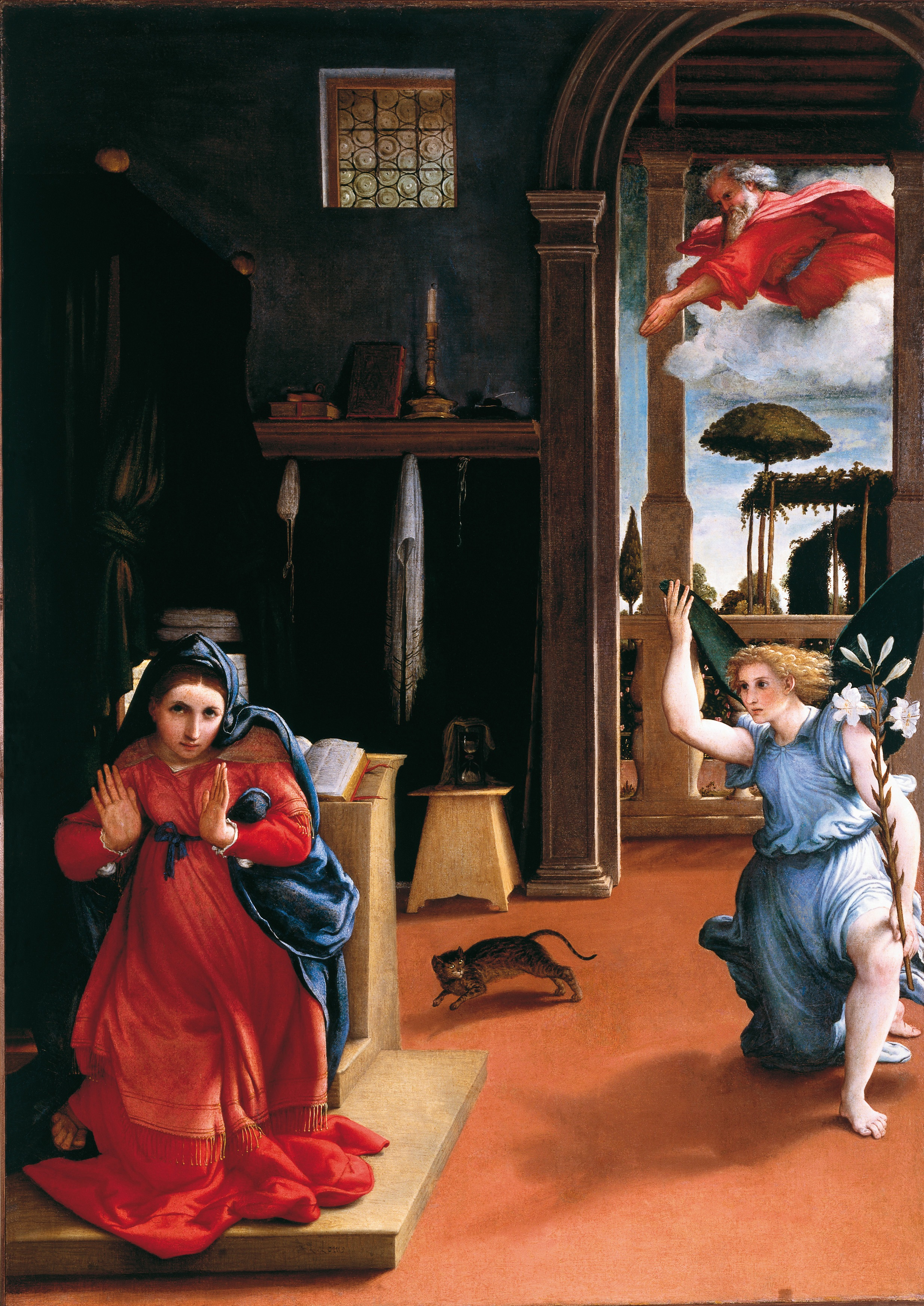
Lorenzo Lotto, Bebådelsen (cirka 1527), Museo civico Villa Colloredo Mels i Recanati,
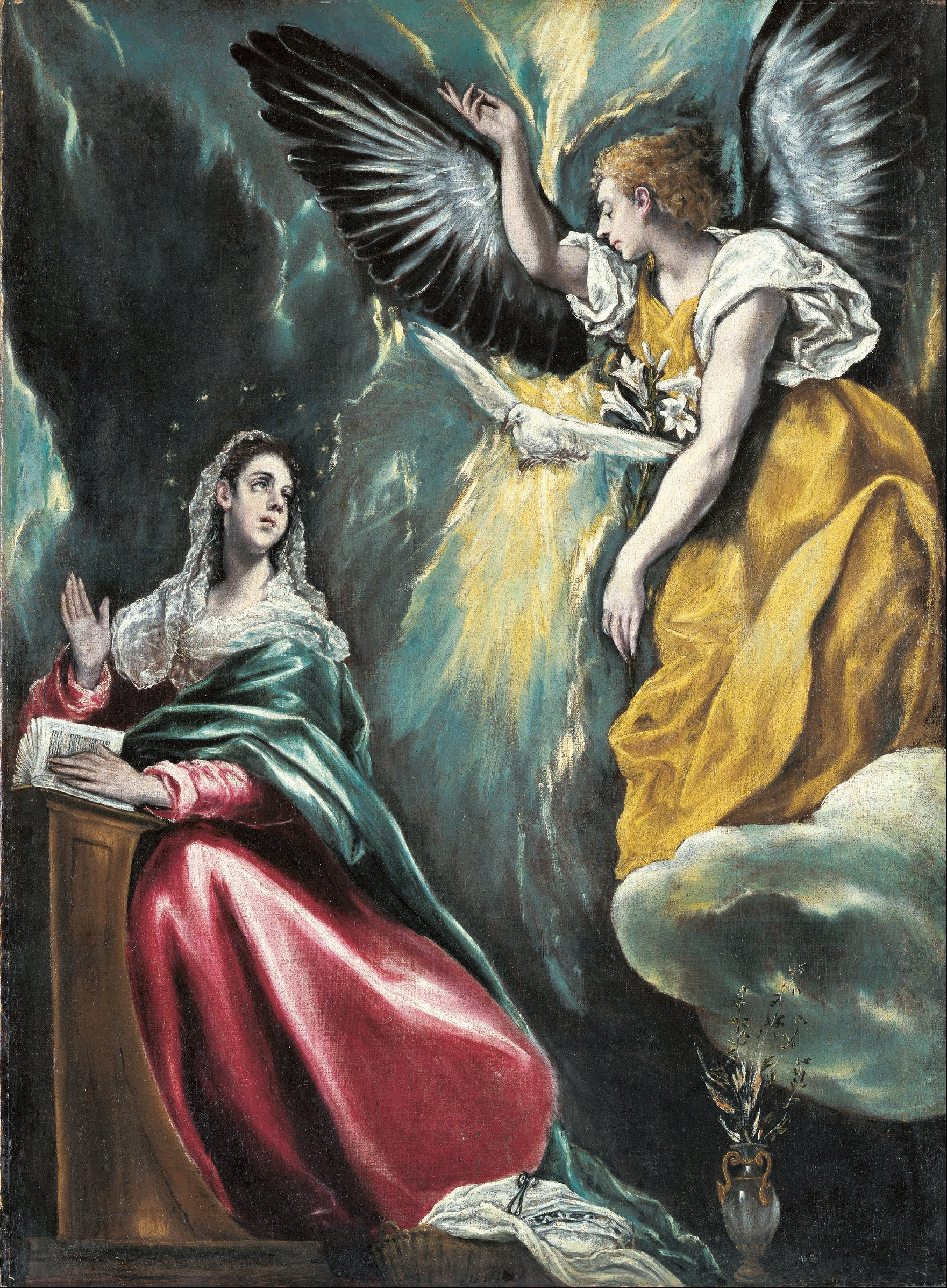
El Greco (cirka 1600), Ohara Museum of Art.
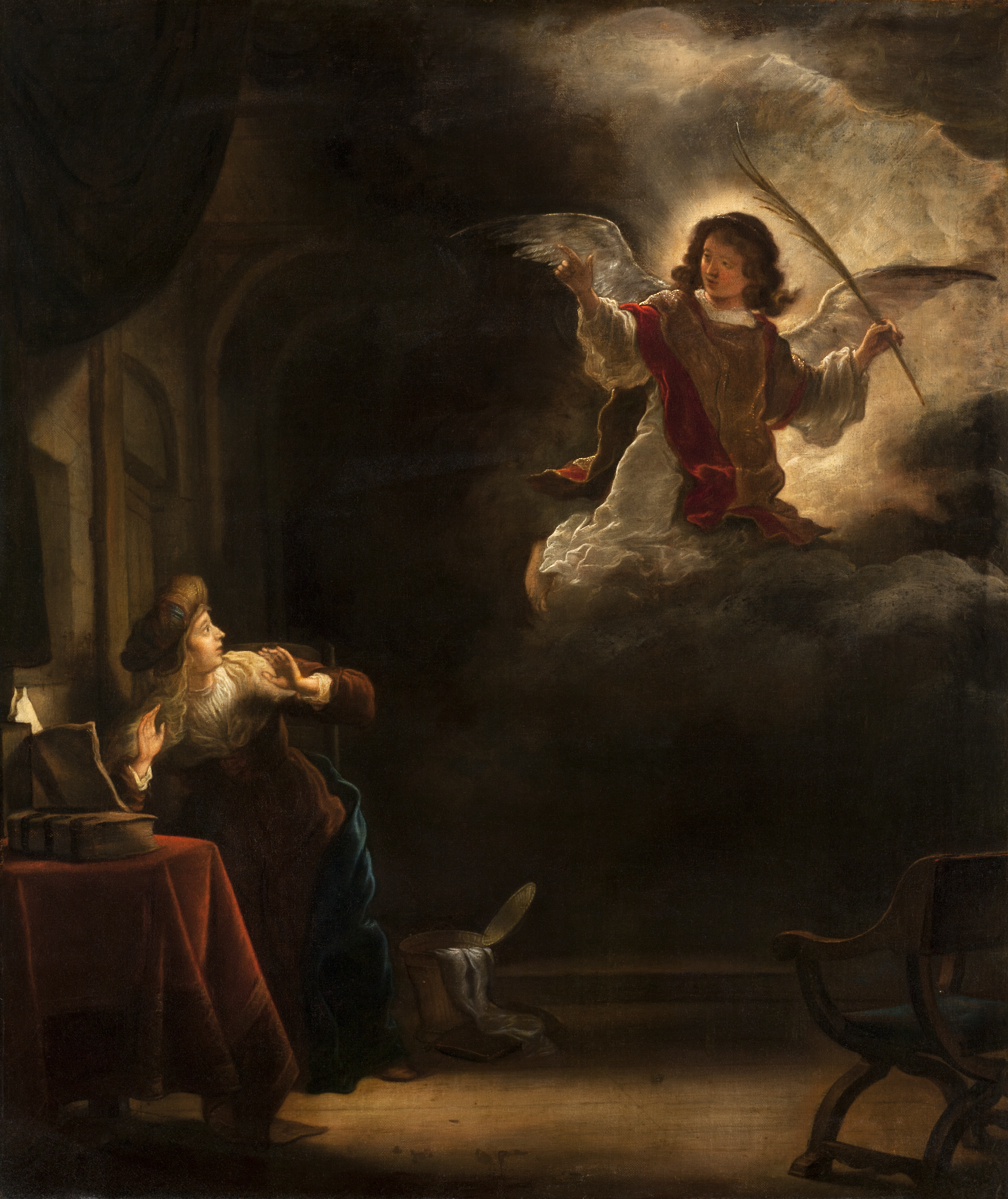
Salomon Konincks Marie Bebådelse (1655), Hallwylska museet.
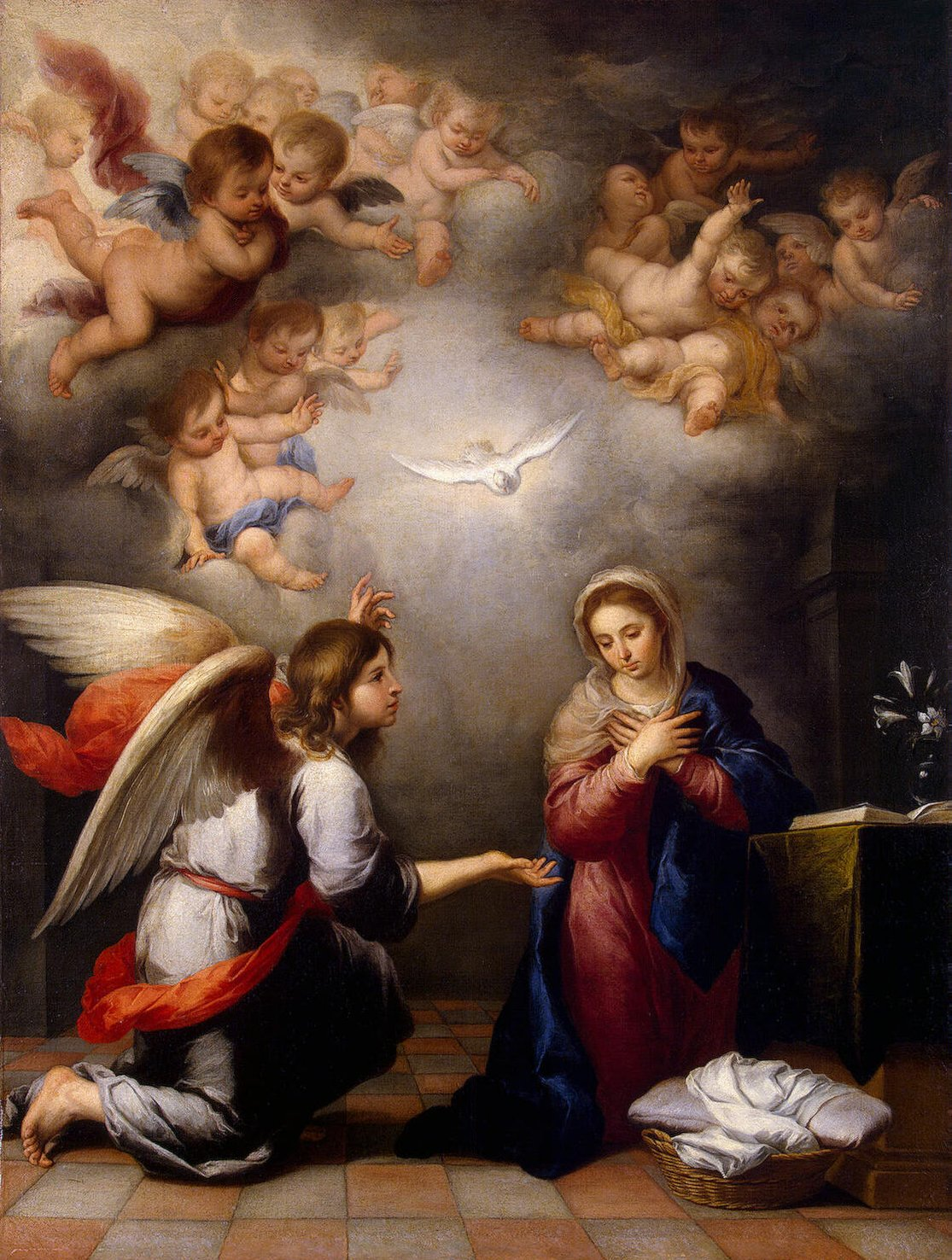
Bartolomé Esteban Murillo (cirka 1660), Eremitaget.
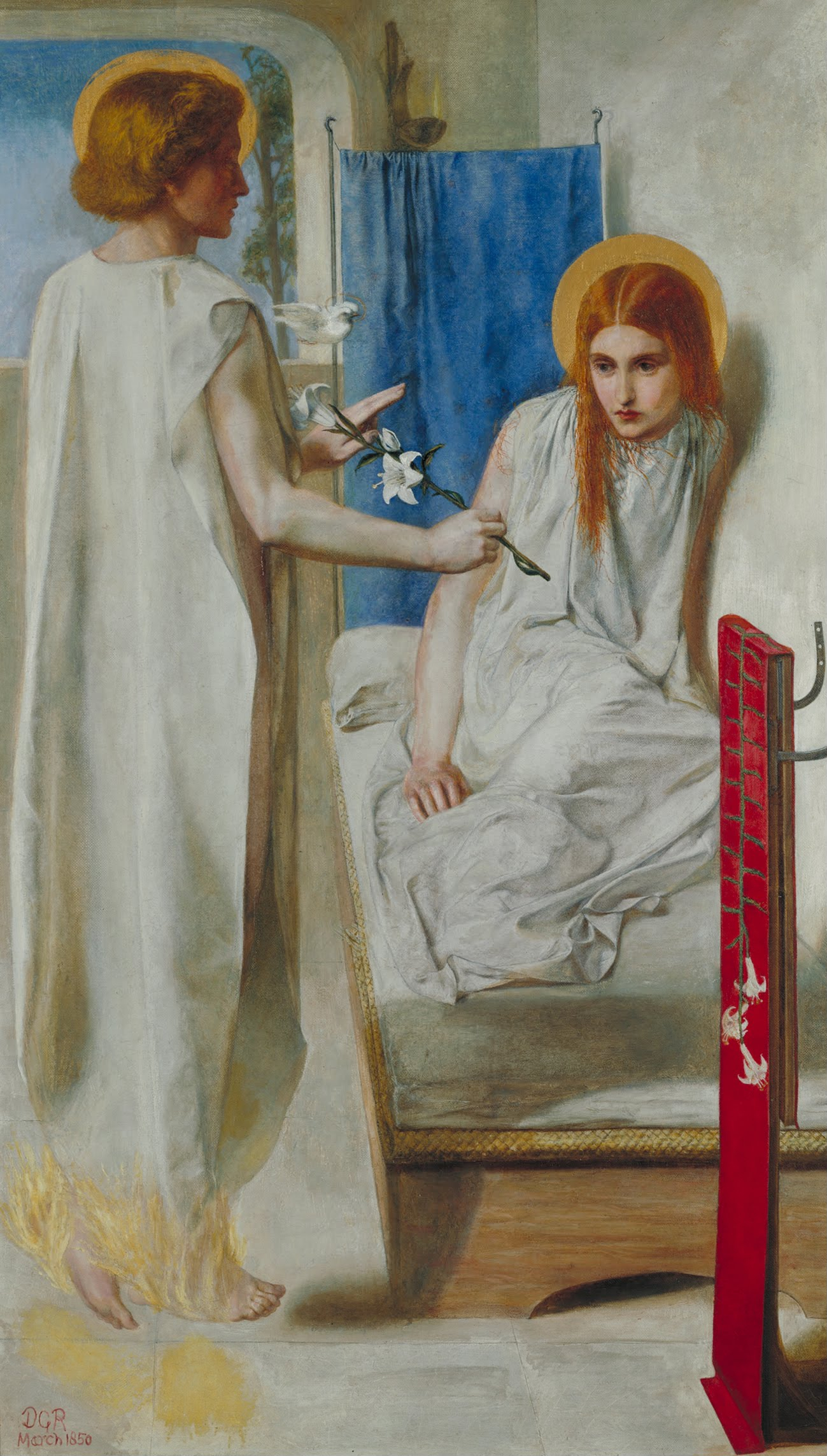
Dante Gabriel Rossettis Ecce Ancilla Domini (1850), Tate Britain.
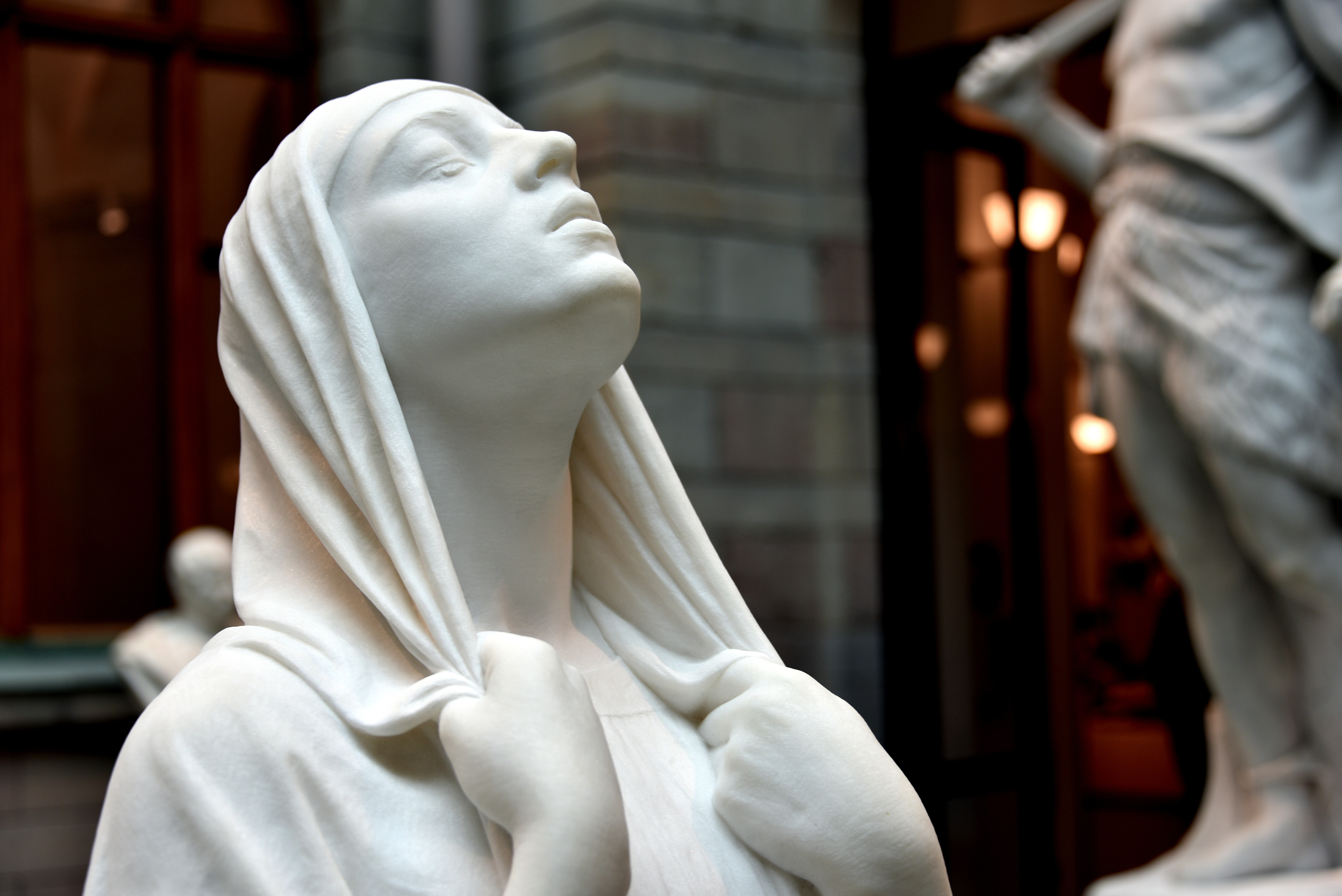
Sigrid Blombergs skulptur Bebådelsen (1899). Visas på Nationalmuseum.